# Summer Night City (альбом)
Summer Night City — второй альбом российского певца Roma Kenga, выпущенный в 2009 году. Диск был выпущен в обычной и подарочной версии, дополнительно включающей DVD, на котором представлен клип «Самолеты», запрещённая к эфиру на ТВ версия клипа «Summer Night City» и записи лучших «живых» выступлений Ромы.
Для слушателей не из России альбом доступен для покупки в ITunes Store.

## Рецензии
Портал Мирмэджи назвал Рому «романтиком-чудаком с искрящейся музыкой», а некоторые его треки рекомендует «прописывать в качестве лечебной профилактики для мозга». Оценивает же альбом на 9 баллов из 10. Музыкальной составляющей критик восхищён, а придирки в основном из-за непонравившегося оформления альбома. Портал KM.RU пишет: «Практически в каждом треке Роме Кенге неизменно удается выдерживать самобытный стиль и неповторимую атмосферу», — и в конце резюмирует, что столь убедительного дебюта в нашей поп-музыке не было уже давно.
Портал Mail.ru также называет Ромин альбом очень качественным: «Треки альбома не грузят, служат почти идеальным звуковым фоном, не раздражают никакие рецепторы и видятся вполне качественным музыкальным предложением».

## Список композиций
1. Summer Night City 4:17 (муз. сл. Benny Andersson and Bjorn Ulvaeus, аранжировка R Kenga)
2. Падай 4:46 (муз. и сл. R Kenga)
3. Words 4:27 (муз. и сл. R Kenga)
4. Let Me Be Your Guide 3:32 (муз. и сл. R Kenga)
5. Смотри в глаза 4:45 (муз. и сл. R Kenga)
6. Новые моря 3:50 (муз. и сл. R Kenga)
7. Самолёты (дуэт с Агнией Дитковските) 3:44 (муз. и сл. R Kenga)
8. People 4:04 (муз. и сл. R Kenga)
9. Этот мир без тебя 5:19 (муз. и сл. R Kenga)
10. Shine 3:51 (муз. и сл. R Kenga)
11. Там, где любовь 5:11 (муз. и сл. R Kenga)
12. Высоко 4:35 (муз. и сл. R Kenga)
13. Like U 5:36 (муз. и сл. R Kenga)

Бонус-треки:
1. (14) Самолёты (RK chill-in-motion version) 1:58 (муз. и сл. R Kenga, исполнители Roma Kenga и Агния Дитковските).
2. (15) Самолёты (Sec0ndSkin 4radio mix) 4:45 (муз. и сл. R Kenga remix — Sec0ndSkin)
3. (16) Самолёты (ремикс dj Пушкин)
4. (17) Самолёты (ремикс dj Bobina)[4]

## Синглы
- «Summer Night City»
- «Самолёты» (feat. Агния Дитковските)
- «Высоко»
- «Смотри в глаза»